# 夏馬風行動
夏馬風行動（法語：Opération Chammal）是法國於2014年9月19日發起的空襲行動，目的是協助伊拉克政府打擊伊斯蘭國。是次行動法國軍方因應伊拉克政府要求及根據2015年8月聯合國安理會2170號決議而展開。作戰名稱取自波斯灣地區盛行的夏馬風。現時法國於約旦及阿拉伯聯合大公國共部署12架戰機負責今次任務。
另外，繼2015年2月派出戴高樂號航空母艦空襲伊斯蘭國於伊拉克的據點後，2015年11月18日戴高樂號再次參與打擊伊斯蘭國行動。由法國土倫港遠赴地中海空襲伊斯蘭國於敘利亞的據點。
自2014年9月19日展開以來，法軍已經對伊斯蘭國據點發動了285次空襲。

## 空襲情況
2015年11月15日，法國空軍發動行動史上最大型空襲行動，以回應伊斯蘭國發動2015年11月巴黎襲擊事件。
是次行動共有10架戰機從阿拉伯聯合大公國及約旦的空軍基地起飛，向伊斯蘭國控制，位於敘利亞境內的拉卡投下20枚炸彈。當中摧毀了伊斯蘭國位於拉卡的軍火庫、訓練營及招募中心。

## 作戰裝備
- 法國空軍
  - 阿拉伯聯合大公國迪哈夫拉空軍基地[11]
    - 6架達索陣風戰鬥機[11]
    - 1架達索 Atlantique 2 反潛機[11]
    - 1架波音C-135FR空中加油機[11]

  - 約旦阿茲拉克空軍基地[11]
    - 3架達索幻象2000D 戰機[11]
    - 3架達索幻象2000N 戰機[11]
- 法國海軍第473特遣队[12][13]
  - 戴高樂號航空母艦（R91）
    - 18架達索陣風M型戰機
    - 8架超級軍旗攻擊機
    - 2架E-2C鷹眼預警機

  - 骑士保罗号導彈驅逐艦（D621）
  - 拉莫特-皮凯号反潜护卫舰（D645）
  - 阿基坦号多任务护卫舰（D650）
  - 马恩河号补给舰（A630）
  - 英国皇家海军后卫号驱逐舰（D36）
  - 比利时海军利奥波德一世号护卫舰（F930）